# Suncokret
Suncokret (sunčanica, lat. Helianthus), biljni rod iz porodice glavočika (Compositae) s preko 60 vrsta koje mogu biti jednogodišnje ili višegodišnje. Porijeklo običnog domaćeg suncokreta je Meksiko i Peru odakle je prenesen u Španjolsku u prvoj polovici 16. stoljeća
Razne vrste suncokreta imaju veću ili manju stabljiku, a razlkuju se i po veličini cvjetne glave i sjemenki. Kod uljnih kultiviranih suncokreta stabljika može narasti do 2,2 metra visine, cvate od početka srpnja pa sve do listopada, a ulje od sjemenki koristi se u prehrani. 

## Vrste
1. Helianthus agrestis Pollard
2. Helianthus angustifolius L.
3. Helianthus annuus L.
4. Helianthus anomalus S.F.Blake
5. Helianthus argophyllus Torr. & A.Gray
6. Helianthus arizonensis R.C.Jacks.
7. Helianthus atrorubens L.
8. Helianthus bolanderi A.Gray
9. Helianthus californicus DC.
10. Helianthus carnosus Small
11. Helianthus ciliaris DC.
12. Helianthus cusickii A.Gray
13. Helianthus debilis Nutt.
14. Helianthus decapetalus L.
15. Helianthus deserticola Heiser
16. Helianthus devernii Draper
17. Helianthus dissectifolius R.C.Jacks.
18. Helianthus divaricatus L.
19. Helianthus eggertii Small
20. Helianthus exilis A.Gray
21. Helianthus floridanus A.Gray ex Chapm.
22. Helianthus giganteus L.
23. Helianthus glaucophyllus D.M.Sm.
24. Helianthus gracilentus A.Gray
25. Helianthus grosseserratus M.Martens
26. Helianthus heterophyllus Nutt.
27. Helianthus hirsutus Raf.
28. Helianthus inexpectatus D.J.Keil & Elvin
29. Helianthus laciniatus A.Gray
30. Helianthus laevigatus Torr. & A.Gray
31. Helianthus longifolius Pursh
32. Helianthus maximiliani Schrad.
33. Helianthus microcephalus Torr. & A.Gray
34. Helianthus mollis Lam.
35. Helianthus neglectus Heiser
36. Helianthus niveus (Benth.) Brandegee
37. Helianthus nuttallii Torr. & A.Gray
38. Helianthus occidentalis Riddell
39. Helianthus paradoxus Heiser
40. Helianthus pauciflorus Nutt.
41. Helianthus petiolaris Nutt.
42. Helianthus porteri (A.Gray) Pruski
43. Helianthus praecox Engelm. & A.Gray
44. Helianthus pumilus Nutt.
45. Helianthus radula (Pursh) Torr. & A.Gray
46. Helianthus resinosus Small
47. Helianthus salicifolius A.Dietr.
48. Helianthus schweinitzii Torr. & A.Gray
49. Helianthus silphioides Nutt.
50. Helianthus simulans E.Watson
51. Helianthus smithiorum Heiser
52. Helianthus strumosus L.
53. Helianthus tuberosus L.
54. Helianthus verticillatus Small
55. Helianthus winteri J.C.Stebbins
56. Helianthus ×alexidis B.Boivin
57. Helianthus ×ambiguus (Torr. & A.Gray) Britton
58. Helianthus ×brevifolius (E.Watson) R.C.Jacks. & Guard
59. Helianthus ×cinereus (Torr. & A.Gray) R.C.Jacks. & Guard
60. Helianthus ×divariserratus R.W.Long
61. Helianthus ×doronicoides (Lam.) R.C.Jacks.
62. Helianthus ×glaucus Small
63. Helianthus ×intermedius R.W.Long
64. Helianthus ×kellermanii Britton
65. Helianthus ×laetiflorus Pers.
66. Helianthus ×luxurians E.Watson